# Hanur
Hanur là một thị trấn thuộc huyện Chamarajanagar, bang Karnataka, Ấn Độ.. Thị trấn này thuộc thuộc taluka Kollegala.

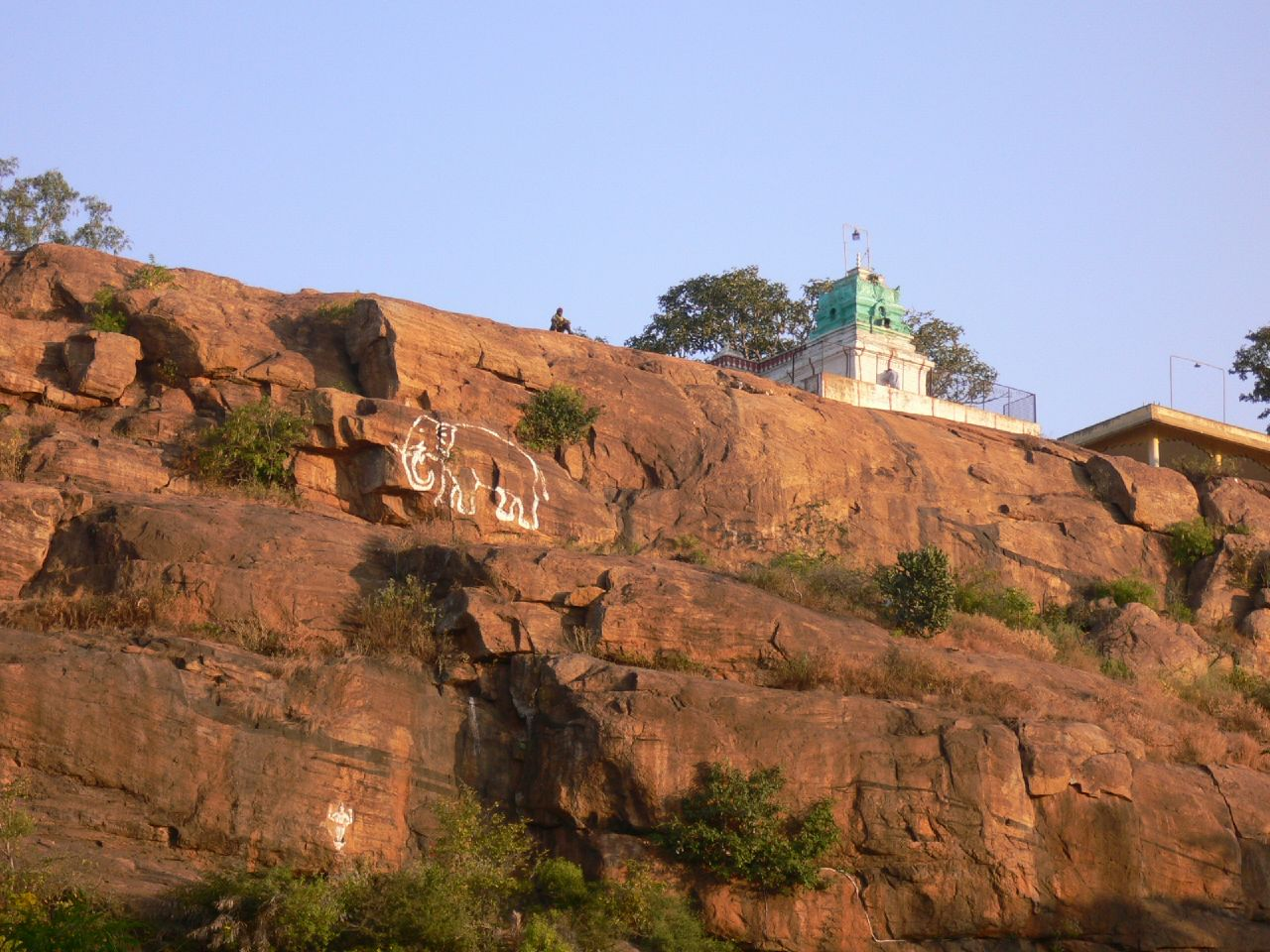
Kollegal